# میت‌لند (فلوریدا)
میت‌لند (به انگلیسی: Maitland) شهری در شهرستان اورنج ایالت فلوریدا است که در سال ۱۹۵۹ بنیان‌گذاری شده‌است. این شهر طبق سرشماری سال ۲۰۱۰ میلادی، ۱۵٬۷۵۱ نفر جمعیت داشته و مساحت آن نیز ۱۴٫۷ کیلومتر مربع است.